# Hezbol·là
Hezbol·là (àrab: حزب الله, Ḥizb Allāh, literalment ‘Partit de Déu’), transcrit també com a Hizbul·là, Hesbol·là o amb altres variants, és un partit polític islamista xiïta libanès amb un braç civil i un braç armat. Va ser fundat l'any 1982 per a combatre l'ocupació israeliana del sud del Líban. En el Líban, és un partit polític reconegut legalment que fins i tot ha arribat a formar part del govern i del parlament. Aquesta organització és, juntament amb Amal, la principal expressió política de la comunitat xiïta libanesa, el grup religiós més important del país.
Compta, l'any 2022, amb 13 diputats al parlament libanès. Amb els seus aliats conforma un bloc majoritari de 70 dels 128 membres del parlament. Ha alternat l'oposició i la participació en el govern del Líban, amb poder efectiu de decisió o veto degut al sistema de govern del país. Paral·lelament té una estructura militar amb desenes de milers de combatents, que ha estat activa en diferents conflictes bèl·lics.
Degut als seus atacs contra civils a Israel i el seu suport ideològic a altres organitzacions com Hamàs i Gihad Islàmic, és considerat pels Estats Units i per altres països occidentals com una organització terrorista. Altres països el consideren un moviment de resistència, organització política, o es mantenen neutrals. El grup rep un important suport financer i militar de l'Iran, posicionant-se com el principal membre de l'Eix de Resistència, una aliança oposada a la influència occidental i israeliana a l'Orient Mitjà.
Pel que fa a Israel, l'organització no reconeix la seva legitimitat, dona suport a la resistència palestina i la seva retòrica apunta cap a la destrucció d'aquest estat.

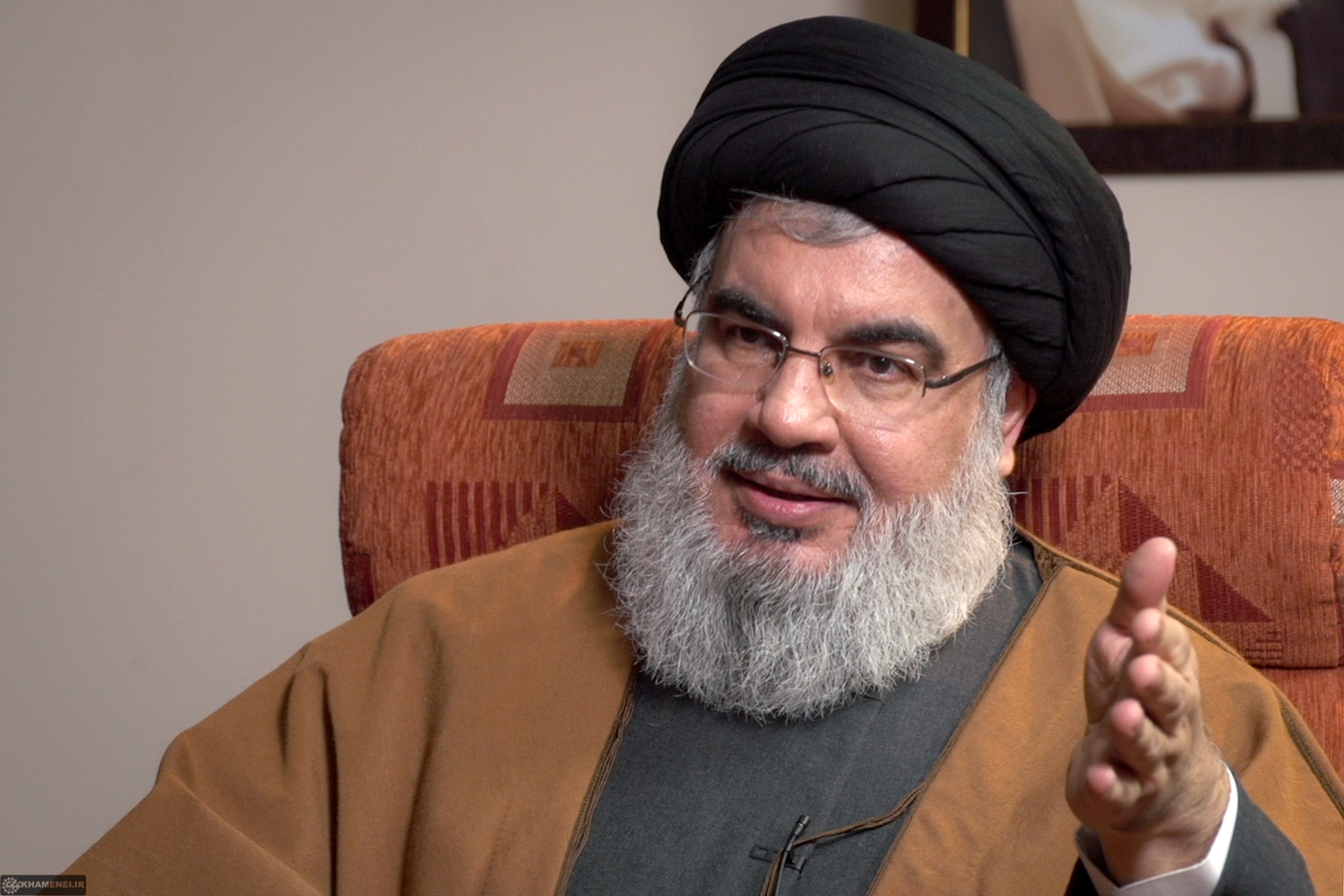
Hassan Nasral·la.

Les àrees del Líban amb més suport són les de majoria xiita, a tot el sud, a Beirut i els seus voltants, i al nord de la vall de Beqaa i la regió de Hirmil.

## Fundació i evolució
Després de la invasió israeliana del 1982 i el setge de Beirut, Amal inicià la lluita de guerrilles al sud del país. Ruhol·lah Khomeini va demanar xiïtes de tot el mon de fer actes d'autosacrifici per assegurar l'exportació de la revolució islàmica com a rival de l'antic moviment Amal. L'objectiu principal de Hezbol·là va ser acabar amb l'ocupació israeliana del sud del Líban i l'eliminació del govern dominat pels cristians per qualsevol mitjà, incloent el martiri, que considera la forma més elevada de mort, exigint als creients cometre actes de martiri i abnegació.
Hezbol·là es sumà a la guerra des de la seva fundació, caracteritzant-se per un ús de tota mena de tàctiques, des d'accions de guerrilla, atacs amb explosius, atacs suïcides (sobretot els primers anys) fins a llençament de coets cada vegada més sofisticats i drons. Hezbol·là va tenir un paper important en la guerra civil libanesa, oposant-se a les forces nord-americanes el 1982 i 1983 i oposant-se a Amal i Síria durant la Guerra dels Camps entre 1985 i 1988.

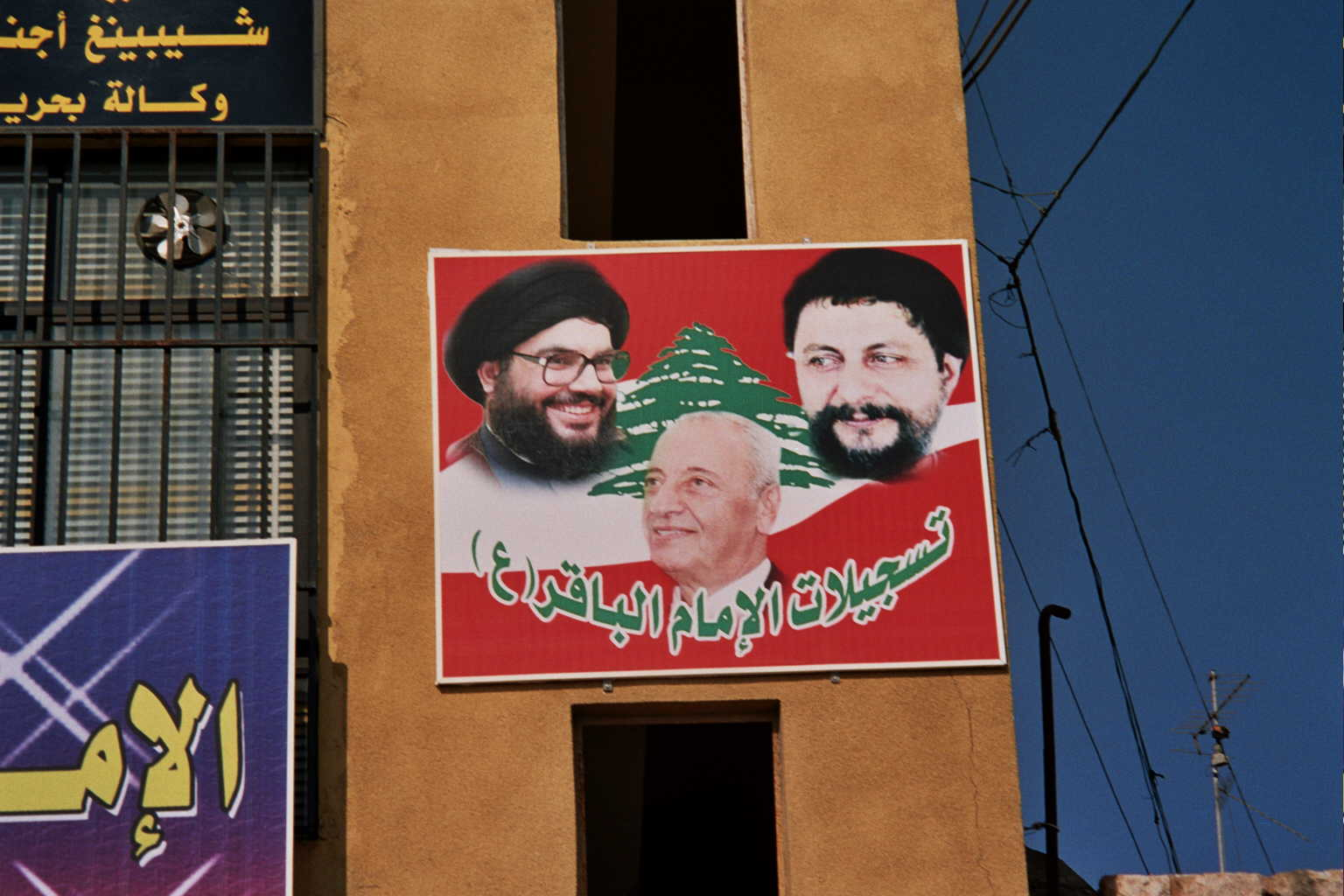
Presència als carrers de Tir de Hezbol·là.

A la dècada de 1990, Hezbol·là va passar d'un grup revolucionari a un de polític, en un procés que s'ha descrit com la libanització de Hezbol·là. A diferència de la seva posició revolucionària intransigent a la dècada de 1980, Hezbol·là va transmetre una posició contemporitzadora cap a l'estat libanès, dins el qual començà a participar mantenint el seu propi entramat d'estructures socials, econòmiques, comunicatives i militars. També a partir dels anys 1990 canvià la seva relació amb Síria, que en acostar-se a l'Iran esdevindria el seu aliat i li permeté mantenir la seva infrastructura militar mentre controlava el Líban.
A més del seu braç armat, el moviment té una infraestructura civil que proveeix la població de serveis socials, sanitaris i educatius. La seva campanya de reconstrucció Jihad al-Bina ha realitzat diversos projectes de desenvolupament econòmic i d'infraestructures a les àrees del Líban amb població majoritària xiïta.

### Ocupació Israeliana del Sud del Líban
Hezbol·là fou la principal força combatent en la resistència libanesa contra l'ocupació israeliana del sud del Liban, al costat de forces com Amal, les forces del Front Nacional de Resistencia Libanès com el Partit Comunista Libanès i faccions palestines com el FPAP-GC. La guerra per expulsar els ocupants i l'Exèrcit del Sud del Líban.
A finals de 1985, Hezbol·là havia aconseguit expulsar la Força Multinacional al Líban i en obligar les Forces de Defensa d'Israel (FDI) a retirar-se de Beirut i una gran part del sud del Líban fins a una petita franja de terra al sud.
El conflicte suposà al voltant de 3.000 víctimes mortals, una tercera part membres de Hezbol·là i les forces de la resistència libanesa, una tercera part ocupants israelians i els seus aliats de l'Exèrcit del sud del Líban, i una tercera part població civil. Al llarg del conflicte, i malgrat la superioritat militar ocupant, Hezbol·là cresqué i reforçà la seva presència, organització i capacitat militar, passant de la guerra de guerrilles a cada vegada majors operacions. Finalment el conflicte acabaria amb la derrota i la retirada de les tropes israelianes ocupants del Líban el juny de 2000. Sense el suport israelià l'Exèrcit del sud del Líban, sense base popular, va col·lapsar ràpidament. Hezbol·là va saber capitalitzar políticament la victòria contra Israel i reforçà el seu suport popular i paper polític al Líban.

### Atemptats

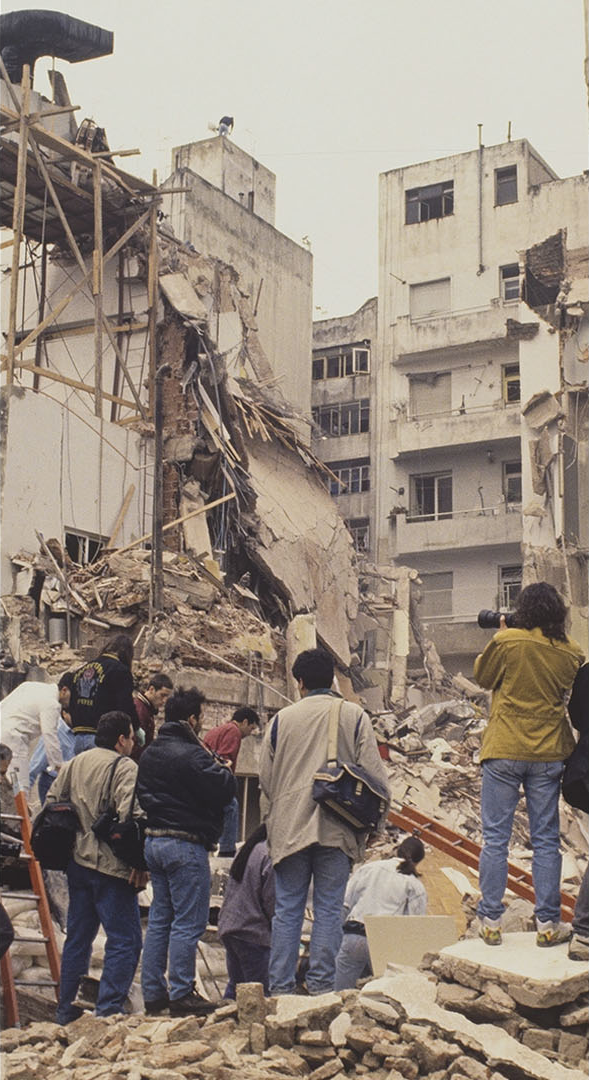
Atemptat d l'AMIA.

Hezbol·là ha estat involucrat en diversos casos de conflicte armat amb Israel. Entre 1982 i 1986, hi va haver 36 atacs suïcides al Líban dirigits contra les forces nord-americanes, franceses i israelianes com els atemptats de l'ambaixada dels Estats Units a Beirut de 1983 i a les casernes de la Marines a Beirut de 1983, causant 659 víctimes mortals. Hezbollah nega la seva implicació en alguns d'aquests atacs, tot i que se l'acusa d'estar implicat o vinculat a alguns o tots ells. Des de 1990, els actes i intents terroristes dels quals s'ha culpat Hezbol·là inclouen els bombardeigs i atacs contra civils i diplomàtics com l'Atemptat a l'ambaixada israeliana de Buenos Aires de 1992 o l'Atemptat a l'AMIA.

### Revolució dels Cedres
Hezbol·là, amb el suport explícit per part del president Baixar al-Àssad de Síria, conseqüentment es manifestà contra l'evacuació de les tropes sirianes després de la Revolució dels Cedres. El 2006 el Moviment Patriòtic Lliure de Michel Aoun va arribar a un acord amb Hassan Nasral·là, líder de Hezbol·là per unir-se a l'Aliança 8 de març pel seu antagonisme al govern de Fouad Siniora.

### Guerra de 2006

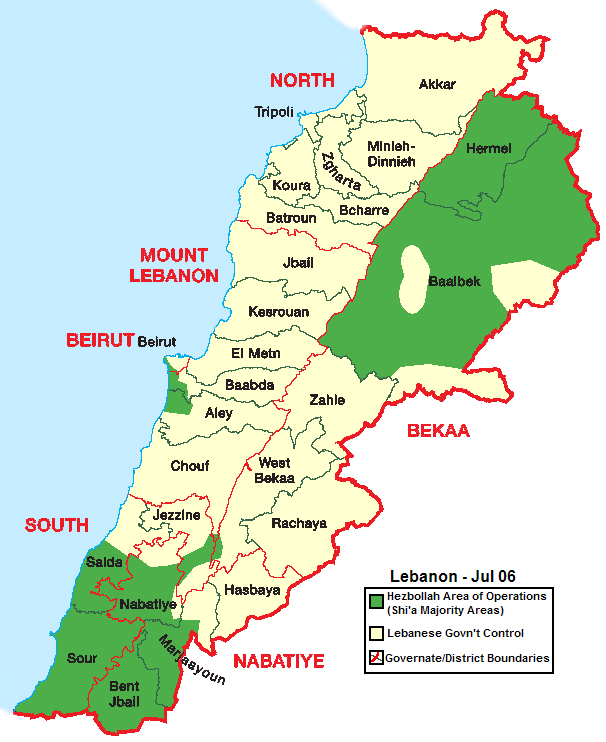
Àrees controlades per Hezbol·là el 2006.

En l'any 2006, dos soldats de les Forces de Defensa d'Israel (FDI) desplegades en els Alts del Golan (zona fronterera entre Israel, Palestina, el Líban, Jordània i Síria) foren raptats en un atac per efectius de Hezbol·là. Aquest fet desencadenà la major ofensiva de les FDI des de l'operació "Pau de Galilea" de l'any 1982 amb la intenció de destruir Hezbol·là. El conflicte durà 34 dies, en els quals Israel tornà a envair territori libanès de forma il·legal i contra totes les lleis internacionals. L'ofensiva fou un fracàs, i malgrat el fort desplegament, la superioritat militar amb avions, vehicles blindats, vaixells de guerra i intensos bombardejos, incloses ciutats i zones civils, no aconseguí colpejar significativament la resistència libanesa, que fou capaç de mantenir el llançament de coets contra territori israelià de forma sostinguda mentre lliurava una guerra de guerrilles contra les tropes desplegades al Líban. Posteriorment Israel reconegué haver subestimat la capacitat militar de Hezbol·là, que havia dedicat anys des de la retirada dels ocupants del sud del Líban, a construir una infraestructura militar molt més forta.
El conflicte acabà amb la Resolució 1701 del Consell de Seguretat de les Nacions Unides i la retirada completa de l'exèrcit israelià de tot el territori libanès amb desplegament de 13.000 soldats de forces d'interposició de l'ONU (UNIFIL). L'acord ha patit vulneracions per part tant d'Israel, amb incursions aèries i atacs, com per part de Hezbol·là segons l'UNIFIL.
Es calcula que deu anys després d'acabada la guerra Hezbol·là havia violat la Resolució 1701 del Consell de Seguretat de les Nacions Unides més de 8.000 vegades i disposava de 100.000 coets i míssils de curta, mitjana i llarga distància, cinc vegades més del que tenia durant la guerra, augmentant fins a 130.000 en 2018 i 150.000 en 2023.

### Reforç dels lligams amb Síria
La relació entre Hezbol·là i Síria va evolucionar progressivament després de la retirada de les forces sirianes del Líban el 2005 i la guerra del Líban de 2006, passant d'una aliança temporal i tàctica durant el govern de Hafez al-Àssad a una sòlida aliança estratègica tant a nivell militar com polític durant el govern de Baixar al-Àssad.

### Guerra civil siriana
A mesura que el grup es feia més poderós es va convertir en una força en què Baixar al-Àssad podia confiar, i va enviar milers de combatents a reforçar les forces d'Assad quan va esclatar la Guerra civil siriana el 2011. El 25 de maig de l'any 2013, el partit Hezbol·là va escenificar el seu suport cap al president Baixar al-Àssad i va assegurar que les seves forces continuarien combatent en la guerra civil fins a la victòria final sobre els rebels i grups gihadistes sirians. Tingué una participació destacada en alguns episodis de la guerra, especialment en àrees properes al Líban, com la batalla de Al Qusayr, el 2013, però també en altres escenaris com la batalla d'Alep.
L'esclat de la guerra russo-ucraïnesa en 2022 va comportar la retirada de personal i recursos militars russos, el principal aliat de Baixar al-Àssad, i els atacs d'Israel a l'Iran i els forts cops contra Hezbol·là, també aliats d'al-Àssad, van deixar un buit que els milicians de Tahrir al-Xam van poder aprofitar i el 29 de novembre de 2024 van arribar als afores d'Alep entrant als barris de Hamdaniyah i Nou Alep, capturant cinc districtes amb enfrontaments a altres llocs de la ciutat, inclòs el seu centre.
El 7 de desembre de 2024, les forces de la Sala d'Operacions del Sud de l'oposició siriana van entrar a la Governació de Damasc Rural des del sud i van arribar a menys de 20 quilòmetres de Damasc i l'Exèrcit Àrab Sirià es va retirar de diversos punts dels afores. Simultàniament amb l'avanç cap a Damasc, l'oposició Tahrir al-Xam i l'Exèrcit Nacional de Síria (ENS) al nord van llançar una ofensiva a Homs, mentre que l'Exèrcit Lliure de Síria va avançar cap a la capital des del sud-est. El 8 de desembre, les forces rebels van entrar al barri de Barzeh de la ciutat i Assad va sortir de Damasc per aire amb la seva família en direcció a Moscou.
El suport que rep Hezbol·là entre la població xiïta s'expressa amb els tretze diputats que té l'organització en el parlament del Líban (2022), formant amb els seus aliats un bloc majoritari de 70 dels 128 membres del parlament. Ha format part del govern de coalició.

### Guerra entre Israel i Gaza de 2023
Els dies 8 i 9 d'octubre de 2023, hi va haver foc creuat entre Hezbol·là i les forces israelianes després que els militants de Hezbol·là disparassin míssils contra Israel des del Líban i Israel respongués amb atacs aeris al Líban. Els atacs de Hamàs a Israel del 7 d'octubre de 2023 van augmentar dràsticament la inseguretat israeliana i la tolerància al risc va canviar significativament envers Hezbol·là molt millor organitzada, armada i entrenada. Hezbol·là va atacar entre 150 i 250 vegades cada setmana entre el 7 d'octubre de 2023 i el 18 d'agost de 2024, la major part d'això ha tingut lloc a les Granges de Shebaa, una petita parcel·la de terra en disputa que ha experimentat un conflicte de baix nivell des de l'any 2000. Aproximadament 100.000 israelians han estat evacuats del nord d'Israel des de l'inici del conflicte.
El 31 de març de 2024, el comandant Ismail Al Zin, responsable la unitat de míssils antitancs de la Força Radwan d'elit de Hezbol·là, responsable de nombrosos atacs contra Israel va morir en un atac amb dron al Líban, i el 14 de maig, Hussein Ibrahim Makki, comandant superior de la unitat del Front Sud que havia comandat la divisió costanera de Hezbol·là. Taleb Abdullah, comandant d'una de les tres divisions de Hezbol·là al sud del Líban va morir en un atac aeri el 12 de juny, suposa el càrrec més alt de la milícia proiraniana mort per part d'Israel des de l'inici de les hostilitats en octubre de 2023. El comandant Muhammad Nimah Nasser va morir en un atac aeri el 3 de juliol. El 27 de juliol, un coet llençat des del sud del Líban va matar dotze joves drusos a un camp de futbol a Majdal Shams, als Alts del Golan, en l'atac més mortífer al nord d'Israel des de l'inici de la guerra, provocant bombardeigs de la força aèria israeliana en resposta, i en resposta, un atac aeri israelià va matar a Beirut Fuad Shukr, el cap militar de major rang de Hezbol·là i assessor del líder Hassan Nasral·là.

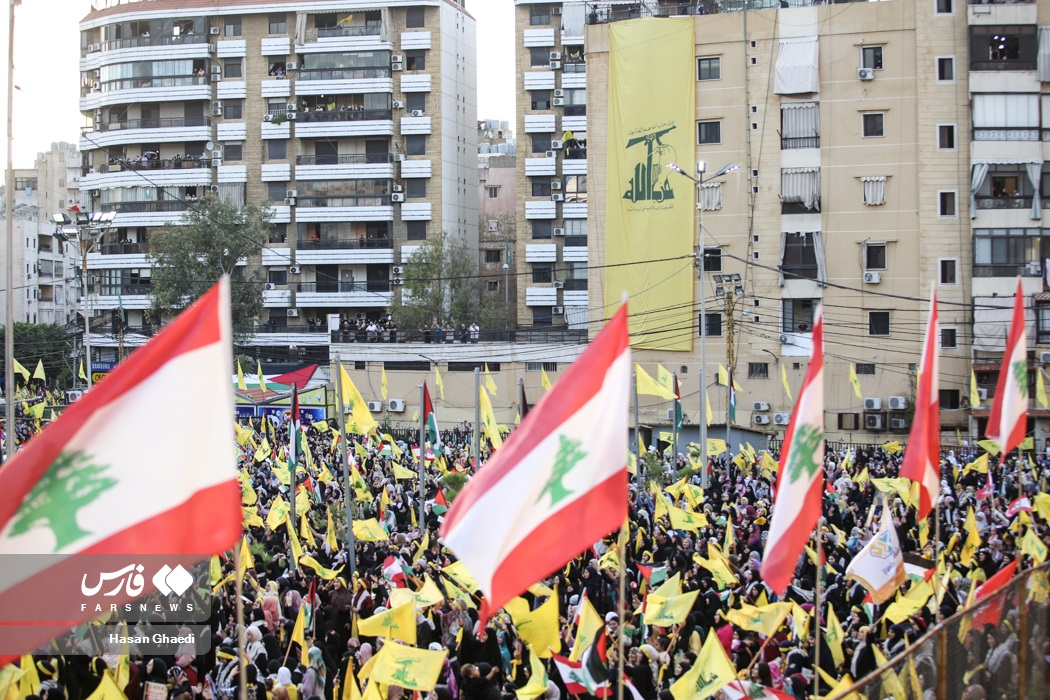
Partidaris de Hezbol·là assistint a un discurs de Hassan Nasral·là a Beirut, el 3 de novembre de 2023.

El juliol de 2024, una operació liderada per la Guàrdia Civil i la policia alemanya va desarticular a Barcelona i Badalona una de les estructures logístiques de construcció de munició rondadora de Hezbol·là a Europa, capaços de transportar càrregues explosives de diversos quilos i per la seva mida petita i el seu perfil de vol baix són més difícils de detectar i, per tant, de neutralitzar, i es creu que la xarxa va produir més d'un miler d'unitats, i en molts dels drons usats en la guerra entre Israel i Gaza s'han trobat peces com les adquirides per l'estructura desarticulada, i en abril de 2025 es va desarticular l'entramat d'empreses espanyoles emprades per comprar material des de Barcelona.
En resposta a la mort del seu màxim comandant militar Fuad Sukr, la del líder polític de Hamàs, Ismail Haniye i el bombardeig del Líban, Hezbollah va respondre el 4 d'agost de 2024 amb el llançament de més de 300 coets, en l'intercanvi de foc més gran en dues darreres dècades, la majoria interceptats pels sistemes de defensa aèria israeliana, la Cúpula de Ferro, i la resta no van causar danys significatius. A finals d'agost de 2024, el nombre d'atacs de Hezbol·là va augmentar més enllà dels 280 per setmana, i va augmentar el nombre de vols amenaçadors dels avions de guerra israelians que sobre el Líban, que abans de l'estiu de 2024 eren extremadament rars.
Des del 8 d'octubre de 2023 fins al 24 d'agost de 2024 han mort al Líban 560 persones, i entre elles Hezbol·là ha confirmat la mort de 356 milicians i comandants, la majoria al Líban, però també alguns d'ells a Síria. Israel ha realitzat desenes d'atacs aeris a Síria des que va començar la guerra, i en 12 de setembre les forces especials Shaldag de la Força Aèria Israeliana va dur a terme l'atac a un camp de míssils a prop de Masyaf, descendint d'helicòpters, col·locant explosius a les instal·lacions construïdes per l'Iran i van retirar informació sensible. Els atacs a Síria han matat almenys 208 combatents, inclosos 46 militars sirians, 43 membres de Hezbol·là i 24 guàrdies revolucionaris iranians, i 22 civils.

### Invasió israeliana del Líban de 2024

Zones controlades per Hezbol·là al Líban, en blau

El 17 de setembre de 2024 els cercapersones de Hezbol·là al Líban i Síria van ser piratejats i detonats en un atac coordinat per Israel, causant la mort d'almenys dotze persones, i 2.750 ferits, 200 d'ells greus, i l'endemà van explotar els walkie-talkies, causant la mort d'almenys catorze persones, i 450 ferits.
Un atac aeri israelià al sud de Beirut el 20 de setembre va matar almenys 31 persones, entre elles el cap d'operacions i comandant de la unitat d'elit Radwan de Hezbol·là Ibrahim Aqil i altres membres de la unitat d'elit mentre celebraven una reunió. Aqil estava buscat pel seu suposat paper en els atemptats de l'ambaixada dels Estats Units a Beirut de 1983 que van matar 63 persones, així com els atacs a les casernes de la Marines a Beirut de 1983. El 24 de setembre, Ibrahim Qubaisi, el comandant de la divisió de coets i míssils de Hezbol·là va morir en un dels atacs aeris israelians.
El primer ministre israelià, Binyamín Netanyahu, va demanar als civils del Líban que abandonessin les zones on Israel ataca Hezbol·là, i la població va rebre trucades automatitzades, missatges de text i emissions que els instaven a evacuar la zona, i 100.000 persones es van dirigir cap al nord del país. Fins al 23 de setembre les forces armades israelianes havien atacat mil tres-cents objectius de Hezbol·là al Líban, principalment al sud i l'est del país prop de la frontera del Líban amb Síria i on el grup militant té una forta presència, atacant especialment habitatges on hi havia armament emmagatzemat, causant 492 morts i 1.645 ferits, respostos per nombrosos llençaments de míssils de Hezbol·là.
Avions de combat de la Força Aèria van bombardejar la caserna general de Hezbol·là a Beirut i matar el 27 de setembre Hassan Nasral·là Ali Karaki, comandant de les forces al front sud, i al comandant de la unitat de míssils al sud del Líban, Mohammad Ali Ismail, responsable del llançament d'un míssil balístic cap al centre d'Israel el 25 de setembre, i al seu adjunt Hussein Ahmed Ismail juntament amb altres comandants i militants de Hezbol·là. També va ser abatut Ibrahim Muhammad Qabisi, cap de la Força de Míssils i Coets de Hezbol·là.
La nit del 3 d'octubre de 2024, les Forces de Defensa d'Israel van dur a terme un atac aeri contra el quarter general d'intel·ligència de Hezbol·là en un búnquer subterrani a Dahieh, un suburbi predominantment xiïta al sud de Beirut, on s'havien reunit els líders de Hezbol·là, inclòs Hashem Safieddine, cosí i presumpte successor de Hassan Nasral·là, mort en l'atac aeri israelià a la seu de Hezbollah el 27 de setembre. Safieddine assistia a una reunió amb alts membres de Hezbollah i Esmail Qaani, comandant de la Força Quds, en el moment de l'atac. Ali Hussein Hazima, el cap de la branca d'intel·ligència de Hezbol·là també va morir en l'atac.
Durant els atacs terrestres al sud del Líban es van desmantellar i demolir diversos túnels excavats a la roca amb centres de comandament i dipòsits d'armes i municions.

### Naim Qassem

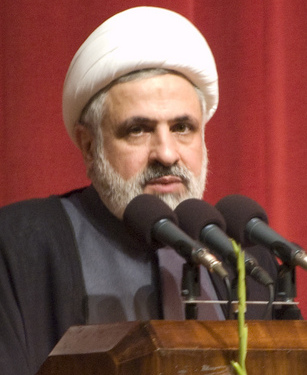
Naim Qassem en 2009

Naim Qassem fou escollit secretari general de l'organització el 29 d'octubre de 2024. Les Forces de Defensa d'Israel (IDF) van eliminar l'1 de novembre a la regió de Tir Ousa Izz al-Din, comandant de les forces de Hezbol·là al sector costaner, i Hassan Majid Daib, el comandant d'artilleria de Hezbol·là al sector costaner, responsables de 400 atacs contra Israel.
El 26 de novembre de 2024 es va acordar un alto-el-foc en condicions favorables a Israel amb ànim d'implantar la Resolució 1701 del Consell de Seguretat de les Nacions Unides després de la mort dels principals comandants de Hezbol·là i més de 3.000 persones i un milió de desplaçats, donant temps per a la retirada israeliana fins a final de gener de 2025, que posteriorment es va allargar fins al 28 de febrer per fer efectiva la retirada, però l'exèrcit israelià va romandre en cinc turons estratègics fins la implementació completa de l'acord per l'exèrcit libanès.
La caiguda d'Assad el 8 de desembre de 2024 a la Guerra Civil siriana va trencar efectivament la ruta d'armes, material i personal des de l'Iran a Hezbol·là quedant aïllada al sud del Líban, encara més afeblida i vulnerable a l'atac o la infiltració israeliana.
Haidar Hashem, responsable de les forces navals de la Força Radwan va morir a Tir el 3 de març de 2025 en un atac de dron israelià, i el 6 de juny fou destruïda una fàbrica de drons de la unitat 127 a Beirut, en l'atac més important des de l'alto-el-foc.
El 7 d'agost de 2025 el gabinet libanès de Nawaf Salam va aprovar els objectius de la proposta dels Estats Units de desarmar Hezbol·là a finals d'any, juntament amb la fi de les operacions militars d'Israel al país, sense establir terminis específics, tot i la negativa de l'organització, expressada per Qassem.

## Força militar

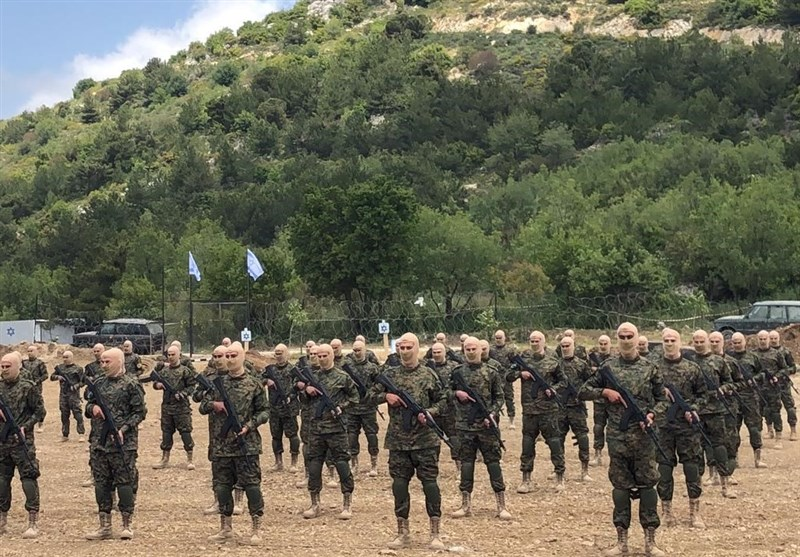
Combatents de Hezbol·là en un exercici d'entrenament al poble d'Aaramta, al districte de Jezzine, al sud del Líban.

En 2023 l'estructura militar de Hezbol·là estava liderat pel secretari general Hassan Nasral·là, recolzat pel cap d'operacions i comandant de la Força Radwan, Fuad Shukr, el comandant de més rang i cap de la unitat estratègica, i Ali Karaki, comandant de les forces al front sud. D'Aqil depenen Wissam al-Tawil, comandant dels Radwan, i Abu Hassan Samir, cap de la unitat dels Radwan i antic comandant de la unitat, i de Karaki depenen Taleb Sami Abdullah, comandant de la unitat Nasser, Muhammad Nimah Nasser, comandant de la unitat Aziz, i Abu Ali Rida, comandant de la unitat Bader. Suhail Hussein Husseini era el responsable de distribuir les armes avançades entre les unitats de Hezbol·là i de la seva unitat de Recerca i desenvolupament.
Hezbol·là no revela la seva força armada. L'agència de codi obert d'intel·ligència militar Janes va avaluar que Hezbollah tenia més de 25.000 combatents a temps complet i potser entre 20.000 i 30.000 reservistes. Segons l'agència de notícies iraniana Fars, Hezbol·là té fins a 65.000 combatents. Sovint es descriu com més poderós militarment que l'exèrcit libanès. El Diari israelià Haaretz qualifica la seva força d'"exèrcit de mida mitjana", passant de 20.000 combatents el 2006 a 45.000 el 2016.
El comandant israelià Gui Zur va anomenar Hezbol·là "amb diferència, el grup guerriller més gran del món".

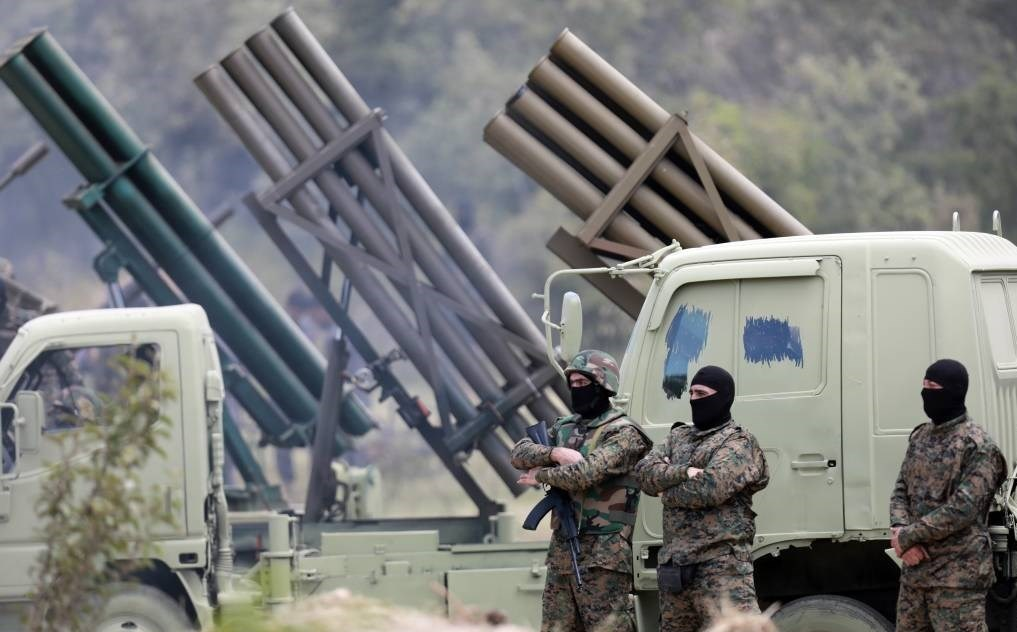
Combatents de Hezbol·là al sud del Líban.

Disposa de desenes de milers de coets de curt abast, milers de mitjà abast i centenars de llarg abast (fins a 400km). Segons l'exèrcit israelià, Hezbol·là en l'actualitat pot llançar fins a 1.500 coets al dia, en comparació amb els 200 de la guerra del 2006. També disposa de milers de coets antitanc ATGM, RPG, una quantitat indeterminada de sistemes antiaeris portàtils o muntats en vehicles, peces d'artilleria, dotzenes de tancs T-55, T-62 i T-72 i centenars de vehicles blindats, dels quals hauria rebut gran quantitat des de l'inici de la guerra a Síria per la seva aliança amb el govern d'aquest país. En els darrers anys, hauria obtingut també drons i vehicles aeris no tripulats.
Hezbol·là ha entrenat combatents de les forces especials des de la dècada de 1990, que avui formen part de la Força Radwan, originalment coneguda com a "Força d'Intervenció Ràpida" o "Unitat d'Intervenció", va ser rebatejada l'any 2008 en honor a Imad Mughniyah, un alt líder de Hezbol·là també conegut amb el nom de "Hajj Radwan". Les Forces Radwan tenen una experiència particular en incursions al territori israelià i tàctiques d'unitats petites.

### Suport
Una part important de libanesos han expressat el seu suport a la lluita de Hezbol·là contra les diferents agressions i atacs israelianes al Líban. Segons una enquesta publicada pel "Centre d'Investigació i Informació de Beirut" el 26 de juliol durant la Guerra del Líban de 2006, el 87% dels libanesos donen suport als "atacs de represàlia de Hezbol·là al nord d'Israel", un augment de 29 punts percentuals respecte a una similar enquesta anterior realitzada al febrer. Més sorprenent, però, va ser el nivell de suport a la resistència de Hezbol·là per part de comunitats no xiïtes. El vuitanta per cent dels Cristians àrabs enquestats van donar suport, juntament amb el 80 per cent dels drusos i el 89 per cent dels sunnites. El seu paper en conflictes externs com a Síria, en canvi, ha estat menys popular.

## Estructura financera
Hezbol·là gestiona els seus fons mitjançant al-Qard al-Hasan, sancionada pels Estats Units des del 2007 com a cobertura per gestionar les activitats financeres del grup terrorista i per accedir al sistema financer internacional movent il·lícitament fons a través de comptes ficticis i facilitadors fent-se passar per una organització no governamental. Ibrahim Ali Daher és el cap de la Unitat Central de Finances de Hezbol·là i supervisa el pressupost i les despeses generals de l'organització.